# Viridiflorol
Le viridiflorol est une molécule de la famille des sesquiterpénols (sesquiterpène avec un groupe alcool). C'est une molécule volatile, donc de faible poids moléculaire.

## Propriétés
Le viridiflorol a des propriétés physiologiques qui ont été rapportées dans un livre cité ci-dessous, qui ne répond pas aux critères habituels de qualité dans l'évaluation scientifique. Elle serait principalement un mimétique des œstrogènes et un phlébotonique.

## Où la trouver
Elle se trouve dans l'huile essentielle de Niaouli (Melaleuca quinquenervia cineolifera) entre 2,5 et 9 % mais des teneurs allant jusqu'à 45 % existent dans un chimiotype sud-africain.

## Source
- Roger Jollois, Pierre Franchomme (dir.), Daniel Pénoêl et Jean Mars, L'aromathérapie exactement : encyclopédie de l'utilisation thérapeutique des huiles essentielles : fondements, démonstration, illustration et applications d'une science médicale naturelle, S.l, Jollois, 2001, 490 p. (ISBN 978-2-87819-001-4, OCLC 421961980)